# Петровка (Ардатовский район)
Петровка — упразднённая деревня в Ардатовском районе Мордовии. Входила в состав Куракинского сельского поселения. Упразднена в 2011 году.

## География
Располагалась на правом берегу реки Меня, в 1,5 км к западу от села Олевка.

## Название
Название-антропоним по имени владельца Петра Бобоедова.

## История
В «Списке населённых мест Симбирской губернии» (1863 г.) Петровка — владельческая деревня Ардатовского уезда из 16 дворов (154 чел.). Принадлежала помещику Петру Бобоедову, а затем его родственникам — Ростиславу и Николаю Бобоедовым.
Из «Списка населённых мест Симбирской губернии» (1884) известно, что в Петровке на тот момент было 37 дворов, в которых проживало 260 человек.
В 1913 году в деревне Петровке было 66 дворов — 390 жителей.
В годы коллективизации был образован колхоз имени 8-е марта.
Согласно «Списку населённых пунктов Средне-Волжского края» за 1931 год, Петровка относилась к Олевскому сельсовету. В деревне было 105 хозяйств и проживало 540 человек. Преобладающая народность — русские.
Упразднена в 2011 году в связи с полным исчезновением населения.

## Население
| 2002 | 2010 |
| ---- | ---- |
| 4    | ↘0   |